# David Waltz
David Leigh Waltz (Boston, 28 maggio 1943 – Princeton, 22 marzo 2012) è stato un informatico statunitense.
Ha fornito contributi significativi in diverse aree dell'intelligenza artificiale quali: i sistemi di soddisfacimento di vincoli (constraint satisfaction), il ragionamento basato sui casi e l'applicazione del calcolo parallelo a problemi di intelligenza artificiale. Ha ricoperto incarichi nel mondo accademico e industriale e, al momento della sua morte, era professore di Informatica alla Columbia University, dove è stato Direttore del Center for Computational Learning Systems.

## Formazione
Waltz nacque a Boston, Massachusetts, nel 1943. Frequentò il Massachusetts Institute of Technology (MIT) dove, in qualità di studente del pioniere dell'intelligenza artificiale Marvin Minsky, fece parte del MIT Artificial Intelligence Laboratory. Al MIT conseguì due lauree (1965), (1968) e un dottorato (1972) in Ingegneria Elettrica.
La sua tesi di dottorato di sulla visione artificiale permise ad un programma per computer di generare una vista tridimensionale dettagliata di un oggetto dato un disegno bidimensionale con ombre e, di fatto, avviò il campo di ricerca nell'ambito della propagazione dei vincoli.

## Premi
Waltz è stato Fellow della Association for the Advancement of Artificial Intelligence (AAAI) e della Association for Computing Machinery (ACM).